# La Cruz y el Puñal (película)
La cruz y el puñal (en inglés, The Cross and the Switchblade) es una película de 1970 dirigida por Don Murray que adapta el libro homónimo escrito por David Wilkerson.

## Trama
Una pandilla Los Reyes Egipcios es llevada ante el juez en un intento de asesinato, pero al instante llega el reverendo David Wilkerson (Pat Boone) pero lo que logra es ser expulsado de allí. Después al quedarse dormido en el auto, unos niños tratan de robarle partes del auto, excepto Little Bo, una huérfana que se hace amiga de David y se ofrece a llevarlo a las dos pandillas más peligrosas que se conocen, los Ovispos y los Mau-Maus. Después de llegar David intenta razonar con los líderes de las pandillas Israel (Dino DeFilippi) líder de los Mau-Maus y Big Cat (Gil Frazier) sin éxito, se va y es muy bien recibido en una iglesia y sus pastores. Entre tanto las pandillas se baten a duelo donde Nicky Cruz (Erik Estrada) e Israel salen con éxito, entre tanto al escuchar la predicación de Wilkerson, Nicky empieza a temerle y a odiarle. Mientras tanto, David planea cómo dejar la violencia entre las pandillas.
Además es muy reflexiva para todo tipo de persona